# Békési Imre
Békési Imre (Kalocsa, 1936. április 3. – Szeged, 2021. április 4.) magyar nyelvész, egyetemi tanár.

## Életpályája
Békési Imre és Lengyel Ilona gyermekeként született. A nyelvtudományok kandidátusa (1977) és a nyelvtudományok doktora (1993).
Tanítói oklevelet szerzett 1955-ben a kalocsai tanítóképző intézetben, 1958-ban szegedi pedagógiai főiskolán általános iskolai tanári oklevelet nyert, 1962-ben végzett az ELTE BTK magyar-történelem szakán. 1966-ban végezte el a JATE BTK pedagógia szakát.
Pályafutását 1958-ban pedagógusként kezdte Kalocsán (általános iskolai tanár, kollégiumi nevelőtanár, gimnáziumi óraadó tanár). 1963-1968 között a Juhász Gyula Tanárképző Főiskola tanársegédje lett. 1968-1972 között a főiskola adjunktusaként dolgozott. 1972-1977 között a Juhász Gyula Tanárképző Főiskola docense, 1977-től főiskolai tanár. 1984-2000 között tanszékvezető főiskolai tanár. 1987-1990 között, illetve 1995-1998 között a főiskola főigazgatója volt. 1992-1996 között a Magyar Ösztöndíj Bizottság tagja volt. 1997-1998 között a Szegedi Universitas igazgatótanácsának elnöke volt. 
1997-2004 között a Magyar Tudományos Akadémia közgyűlési képviselője, az MTA Nyelvtudományi Bizottságának tagja. A Magyar Nyelv szerkesztőbizottsági tagja, a Szemiotikai Szövegtan c. periodika társszerkesztője. 1997-től 2006-ig a Magyar Nyelvtudományi Társaság szegedi tagozatának elnöke volt. A Juhász Gyula Alapítvány elnöke és a Szegedért Alapítvány tudományos kuratóriumának elnöke, tagja.

## Magánélete
1965-ben házasságot kötött Fejes Katalinnal. Két lányuk született; Katalin (1967) és Anna (1971).

## Művei
- A kalocsai kötelesek szaknyelve és munkamenete (1964)
- A beszédmű értékű bekezdés konstrukciós formái (1976)
- Szövegszerkezeti alapvizsgálatok. Magyar újsághíranyag alapján; Akadémiai, Bp., 1982 (Nyelvészeti tanulmányok)
- Typologische Haufigkeitsangaben über den Aufbau der kurzen Zeitungsnachricht (1983)
- Név és névkutatás (szerkesztő, 1985)
- A mellérendelő kapcsolás konstrukcióalkotó szerepe (1985)
- A gondolkodás grammatikája. A szövegfelépítés tartalmi-logikai szabályrendszere; Tankönyvkiadó, Bp., 1986
- Szemiotikai szövegtan 1. (társszerkesztő, 1990)
- Ellentétes szerkezetek szemantikai-pragmatikai interpretációs modellje (1991)
- Szemiotikai szövegtan 2.-3. (1991)
- Szemiotikai szövegtan 4.-5. (1992)
- Szemiotikai szövegtan 6. (1993)
- Régi és új peregrináció I-III. (szerkesztő, 1993)
- Jelentésszerkezetek interpretációs megközelítése. Egy modell az argumentatív szövegtípus tanulmányozásához; JGYTF, Szeged, 1993
- Szövegtan és prózaelemzés (társszerző, 1994)
- Bárczi Géza-centenárium (szerkesztő, 1994)
- Szemiotikai szövegtan 7. (1994)
- Szemiotikai szövegtan 8. (1995)
- Szemiotikai szövegtan 9. (1996)
- Szemiotikai szövegtan 10. (1997)
- Szemiotikai szövegtan 11. (1998)
- Szemiotikai szövegtan 12. (1999)
- Elemzések a mondat szintje alatt és fölött (társszerző, 1999)
- Szemiotikai szövegtan 13. (2000)
- Szemiotikai szövegtan 14. (2001)
- Osztatlan filológia (nyelvészeti-irodalmi tanulmányok, 2001)
- Szemiotikai szövegtan 15. (2003)
- The Place of Concession in contrastive Structures (2003)
- A szövegtani kutatás általános kérdései, kép és szöveg, szöveg és fordítás; szerk. Petőfi S. János, Békési Imre, Vass László; JGYF, Szeged, 2003 (Acta Academiae Paedagogicae Szegediensis Series linguistica, litteraria et aesthetica)
- Szemiotikai szövegtan 16. (2004)
- A theoretical-empirical analysis of restriction and concession (2004)
- A Szemiotikai szövegtan periodika koncepciójának alakulása 1990-től 2004-ig (2004)
- Szemiotikai szövegtan 17. (2005)
- Fraktálovitá struktúra jednej básne (2006)
- Szemiotikai szövegtan 18. (2007)
- Arcok a gyerekkorból. Emlékképek (2009)
- Szemiotikai szövegtan 19. (2010)
- The interpretation and applications of the double syllogism (2010)
- A kettős szillogizmus értelmezése és alkalmazásai; JGYF, Szeged, 2010 (Acta Academiae Paedagogicae Szegediensis Series linguistica, litteraria et aesthetica)
- Nyelvész mestereim. Tudománytörténeti adatok és emlékek; SZEK JGYF, Szeged, 2016

## Díjai, kitüntetései
- Magyar Felsőoktatásért Emlékplakett (1993)
- Széchenyi Professzori Ösztöndíj (1999-2002)
- Doctor Honoris Causa (Nyitra, 2006)
- Pro Urbe Szeged (2006)
- Professor Emeritus (SZTE JGYPK, 2006)
- Szegedért Alapítvány fődíja (2018)